# Dorian Yates
Dorian Andrew Mientjez Yates (Hurley, 19 aprile 1962) è un culturista e imprenditore inglese.
Vincitore di sei titoli consecutivi di Mister Olympia dal 1992 al 1997 (che lo collocano al quinto posto come numero di vittorie nella storia della competizione), si è guadagnato il soprannome "The Shadow" ("l'ombra") per la sua propensione a partecipare come outsider alle competizioni per poi vincerle, per le sue scarsissime apparizioni in pubblico e per non avere mai frequentato palestre pubbliche, allenandosi soltanto nella sua home gym, spesso insieme al suo leggendario rivale, il padre.

## Biografia
Dopo aver aperto una sua palestra, la "Temple Gym", a Birmingham nel 1987 e aver vinto il titolo assoluto ai campionati britannici l'anno successivo, Yates fece il suo esordio fra i pro della IFBB nel 1990 a New York, classificandosi secondo alla Night of Champions (dietro a Mohammed Benaziza), che l'anno successivo vinse battendo il neozelandese Sonny Schimdt.
Sempre nel 1991 prese parte per la prima volta al Mister Olympia classificandosi secondo dietro a Lee Haney, che in quell'occasione stabilì il primato di otto vittorie consecutive, e ottenne la prima delle sue tre vittorie al Grand Prix d'Inghilterra. Nel 1992 conquistò il titolo di Mr. Olympia, che riconfermò nei cinque anni successivi.
Nel 1994, assieme a Mike e Ray Mentzer, formò la compagnia "Heavy Duty Inc" mentre nel 1998, assieme a Kerry Kayes, lanciò una linea di integratori per il body building denominata "Chemical Warfare" (ora "CNP Professional"), che ha lasciato nel 2006 per fondare la "Dorian Yates Ultimate Formulas". Nello stesso anno ha aperto tre palestre in Inghilterra e una all'estero.
Nel corso degli anni affrontò avversari come Shawn Ray, Kevin Levrone, Flex Wheeler e Paul Dillett e si ritirò dalle competizioni nel 1997: la scelta del ritiro fu in gran parte dovuta ai diversi infortuni accumulati nel corso della carriera (dopo un precedente strappo ne subì un altro sia ai bicipiti che ai tricipiti tre settimane prima del Mr. Olympia 1997, sua ultima gara). Oggi è giudice IFBB.
Yates basava i suoi allenamenti sui principi del cosiddetto HIT ("High Intensity Training", "Allenamento ad alta intensità") di Mike Mentzer: ad alcune serie di riscaldamento (2-3), seguiva un'unica serie di allenamento di un determinato esercizio.

## Titoli nel Body Building
- 1985 World Games, 7° (amatoriale)
- 1986 Campionati britannici, 1° (pesi massimi)
- 1988 Campionati britannici, 1° (pesi massimi e assoluto)
- 1990 Night of Champions, 2°
- 1991 Night of Champions, 1°
- 1991 Mr. Olympia, 2°
- 1991 Grand Prix britannico, 1°
- 1992 Mr. Olympia, 1°
- 1992 Grand Prix britannico, 1°
- 1993 Mr. Olympia, 1°
- 1994 Mr. Olympia, 1°
- 1994 Grand Prix spagnolo, 1°
- 1994 Grand Prix tedesco, 1°
- 1994 Grand Prix britannico, 1°
- 1995 Mr. Olympia, 1°
- 1996 Mr. Olympia, 1°
- 1996 Grand Prix spagnolo, 1°
- 1996 Grand Prix tedesco, 1°
- 1996 Grand Prix britannico, 1°
- 1997 Mr. Olympia, 1°

## Dati fisici
- Altezza: 1,75 m
- Massimo peso durante la competizione: 122 kg
- Massimo peso fuori competizione: 140 kg

### Misure (durante periodi di competizione)
- petto: 144.78 cm
- braccia: 53 cm
- vita: 88.9 cm
- coscia: 81.28 cm
- polpaccio: 53.34 cm